# Stenocorus flavolineatus
Stenocorus flavolineatus là một loài bọ cánh cứng trong họ Cerambycidae.